# كارل أرنولد (كاريكاتيري)
كارل أرنولد (بالألمانية: Karl Arnold)‏ (و. 1883 – 1953 م) هو كاريكاتيري، ورسام، ورسام توضيحي، ومصمم جرافيك ألماني، ولد في نويشتات باي كوبورغ، توفي في ميونخ، عن عمر يناهز 70 عاماً.

## روابط خارجية
- كارل أرنولد على موقع مونزينجر (الألمانية)